# ソ・ジソブ
ソ・ジソブ（朝: 소지섭、1977年11月4日 - ）は、韓国の俳優・歌手。ソ・ジソプとも表記される。
本貫は晋州蘇氏。韓国体育大学校を自主退学。青雲大学校放送演技学科卒業。身長は183cmで、体重は73kg。血液型O型。

## 人物・来歴
ソウル生まれ。小学3年生のときに仁川に引っ越し、11年間水泳選手として活躍し、全国大会水泳部門入賞や国家代表選手にも選ばれている。
1995年、アパレルメーカー『ストーム』のモデルにソン・スンホンとともに選ばれ、芸能界デビュー。1996年、ドラマ『男女6人恋物語』で俳優デビュー。以降、数多くのドラマに出演し演技の経験を積む。
2004年、ドラマ『ごめん、愛してる』では、養子縁組に出されたのちストリートチルドレンとして育った悲運の男を演じた。同年KBS男性優秀演技賞、人気賞、ネチズン賞、ベストカップル賞などを総なめにし、韓国でこのドラマの主演俳優のファッションやセリフを真似る『ミ・サ廃人』と呼ばれる、熱血ファン層たちが出現した。
2005年3月から2007年4月まで麻浦区庁に公益勤務要員（兵役）として配属された。
2009年、所属会社から独立し「51k」を設立。
2010年6月、デビュー以来の親友だったパク・ヨンハが死去した。ソ・ジソブもその葬儀で号泣し、周囲の涙を誘った。この時にパク・ヨンハの遺影を持ち、早すぎる親友との別れを惜しんだ。
2020年4月7日、17歳下で元アナウンサーのチョ・ウンジョンと結婚したことを発表した。

## 出演

### テレビドラマ
- 男女6人恋物語（1996年、MBC、13 - 24話〈1996 - 1999年〉、全639話） - キム・チョルス 役
- モデル（1997年、SBS、全36話） - ソン・ギョンチョル 役
- あなたを忘れられない 〜せつないラブストーリー〜（1998年、MBC）
- 憎くても可愛くても（1999年、SBS）- チョルミン 役
- 女子万歳（朝鮮語版）（2000年、SBS） - ファン・ジュノン 役
- ワンルンの大地（朝鮮語版）（2000年、SBS） - パク・ミノ 役
- TV映画　ラブストーリー（朝鮮語版） ミス・ヒップホップ&ミスター・ロック編（2000年、SBS） - オ・チョルス 役
- 好き好き（朝鮮語版）（2000年、SBS） - パク・チソプ 役
- あなたのために（2000年、MBC） - ユン・ミンギ 役
- 愛してると言ってみた（2000年、MBC） - ギョンミン 役
- ローファーム（2001年、SBS、全16話） - チェ・ジャングン 役
- おいしいプロポーズ（朝鮮語版）（2001年、MBC、全16話） - チャン・ヒムン 役
- 遠い路（2001年、SBS、旧正月番組）
- ただいま恋愛中（2002年、SBS、全16話） - チェ・ギュイン 役
- ガラスの靴　유리구두（2002年、SBS、全40話） - パク・チョルン 役
- 千年の愛　천년지애（2003年、SBS、全20話） - アリ将軍 / インチョル 役
- バリでの出来事　발리에서 생긴 일（2004年、SBS、全20話） - カン・イヌク 役
- ごめん、愛してる　미안하다, 사랑한다（2004年、KBS、全16話） - チャ・ムヒョク 役
- カインとアベル　카인과 아벨 (드라마)（2009年、SBS、全20話） - イ・チョイン 役
- ロードナンバーワン　로드 넘버원（2010年、MBC、全20話） - イ・ジャンウ 役
- ファントム　유령 (드라마)（2012年、SBS、全20話） - キム・ウヒョン / パク・キヨン 役
- 主君の太陽　주군의 태양（2013年、SBS、全17話） - チュ・ジュンウォン 役
- オー・マイ・ビーナス（朝鮮語版）（2015年、KBS、全16話） - キム・ヨンホ（ジョン・キム） 役
- 幸せのレシピ～愛言葉はメンドロントット（朝鮮語版）（2015年、MBC） ※第1・2話に特別出演
- 私の恋したテリウス〜A Love Mission〜（2018年、MBC、全16話） - キム・ボン 役
- ドクター弁護士（2022年、MBC） - ハン・イハン役

### 映画
- 盗られてたまるか（2002年）
- ゲゲゲの鬼太郎 千年呪い歌（2008年、日本映画） - 夜叉 役
- 映画は映画だ（2008年）
- ソフィーの復讐（原題：非常完美、2009年、中韓合作）
- ただ君だけ（2011年）
- ある会社員（原題：회사원、2012年）
- 王の運命 -歴史を変えた八日間-（2015年）※特別出演
- 軍艦島（2017年）
- Be With You〜いま、会いにゆきます（朝鮮語版）（2018年）
- 自白（2020年）
- 宇宙+人（朝鮮語版）（2022年） - ムン・ドソク 役
- 告白、あるいは完璧な弁護（2023年6月23日）　 - ユ・ミンホ役

### ウェブ

#### ドラマ
- I am GHOST（2009年、Bee TV）
- 良い日（2014年）

#### ドキュメンタリー
- ソ・ジソブのSONICK WORLD（2009年、Bee TV）

## 主な受賞歴
- 2000　SBS演技大賞 新人賞　「女性万歳」
- 2001　ファッションモデル大賞　ミス＆ミスターDavidoff賞
- 2003　SBS演技大賞 特別企画部門 演技男優賞・10大スター賞　「千年の愛」
- 2004　 第40回百想芸術大賞/TV部門 人気賞　「バリでの出来事」
- 〃　 KBS演技大賞 男性優秀賞・人気賞・ネチズン賞・ベストカップル賞(イム・スジョン)　「ごめん、愛してる」
- 2005　第41回百想芸術大賞/TV部門  男子最優秀演技賞　「ごめん、愛してる」
- 〃　 第32回韓国放送大賞 最優秀作品　「ごめん、愛してる」
- 2008　第25回ベストジーニスト　アワード 国際部門賞
- 〃　 第29回青龍映画賞 　新人男優賞　「映画は映画だ」
- 〃　 第28回韓国映画評論家協会賞　男子演技者賞　「映画は映画だ」
- 2009　第45回百想芸術大賞/映画部門 男子新人演技賞　「映画は映画だ」
- 〃　 第8回ニューヨーク　アジア映画祭　次世代アジアスター賞　「映画は映画だ」
- 〃　 第10回釜山映画評論家協会賞 　新人男優賞　「映画は映画だ」
- 〃　 釜日映画賞　ベストドレッサー賞・新人男優賞　「映画は映画だ」
- 〃　 第22回グリメ賞　最優秀男子演技賞　「カインとアベル」
- 〃　 第2回放送映像グランプリ　今年の俳優文化部長官賞　「カインとアベル」
- 〃　 SBS演技大賞　最優秀演技賞・10大スター賞　「カインとアベル」
- 2010　第47回大鐘賞映画祭　文化交流功労賞
- 〃　 第3回オリーブオンスタイルアイコンアワードwith CJ ONE　インターナショナルスタイルアイコン賞
- 〃　 第8回東亜TVコリア　ライフスタイルアワード　ベストドレッサー賞
- 2011　韓国観光の星　功労賞
- 〃　 第19回大韓民国文化芸能大賞　映画部門　演技大賞　「ただ君だけ」
- 2012　SBS演技大賞　ドラマスペシャル部門最優秀演技賞・10大スター賞　「ファントム/幽霊」
- 2013 　SBS演技大賞　ミニシリーズ最優秀演技賞・10大スター賞　「主君の太陽」